# Be My Slave 3
Be My Slave 3 (englisch für ‚Sei mein Sklave 3‘) ist ein japanisches Erotikdrama aus dem Jahr 2018 mit Katsuyo Maiguma und Sugiyama Mio. Der Film handelt von einer Liebesaffäre, in der sich eine junge Frau zur Sklavin in einer BDSM-Beziehung ausbilden lässt. Der Film ist der dritte Teil der Be-My-Slave-Trilogie nach einer Romanvorlage von Satamishu und schließt an Be My Slave 2 an.

## Handlung
Zwei Jahre nach den Ereignissen aus Be My Slave 2 lebt Meguro mit seiner schwangeren Ehefrau Nozomi zusammen und arbeitet noch immer für dieselbe Werbeagentur. Derzeit soll er das Cover für ein neues Magazin entwickeln, doch sagen ihm die Models und Bilder nicht zu. Nebenbei unterhält er – ohne Wissen seiner Frau – zahlreiche BDSM-Liebschaften, wo die Frauen ihm als Sklavinnen dienen.
Eines Tages begegnet er am Bahnsteig einer jungen Frau, die sein Interesse gewinnt, sowie er das ihre. Es handelt sich um die junge Mayuko, die in einer unglücklichen Beziehung lebt und ihre devoten Phantasien nicht ausleben kann. Eines Tages wird sie unfreiwillig Zeuge, wie ein Mann seine Sklavin zum Petplay ausführt. Unauffällig folgt sie den beiden zu einer BDSM-Bar. Wenig später stößt Mayuko im Buchladen auf das Buch „Sei mein Meister“ und wagt es den Schritt zu gehen, die Bar zu betreten; wo sie Meguro wieder trifft. Als sie einen Schwächeanfall erleidet, bringt Meguro sie in den Keller der Bar, wo ein SM-Zimmer eingerichtet ist.
Mayuko offenbart, dass sie Meguros Sklavin werden möchte, der ihr jedoch erläutert, dass Mayuko sich dafür zu einer ganz anderen Frau wandeln und mit ihrer Vergangenheit brechen muss. Mayuko ändert daraufhin ihren konservativen Kleidungsstil hin zu einem deutlich femininerem. Nach dem ersten Sex mit Meguro trennt sie sich auf dessen Drängen auch von ihrem Freund; ihre Herr-Sklavin-Beziehung vertieft sich immer mehr. Schließlich bringt sie Meguro eines Nachts in ein Fotostudio, wo er von ihr Aktbilder in einer Session anfertigt. Eines der Fotos, bei der Mayuko unter einem Regenschauer den Kopf nach hinten wirft, verwendet er schließlich als Coverbild für sein Magazin. Mayuko ist davon zutiefst gerührt.
Zu ihrem Geburtstag schenkt Meguro ihr ein Sklavinnen-Halsband. Mit verbundenen Augen führt er sie schließlich an einen unbekannten Ort, den Mayuko anhand der Geräuschkulisse als den berühmten Shibuya Crossing identifiziert. Meguro fordert sie auf, sich öffentlich zu entblößen mit den Worten „Ob heute dein Geburtstag ist, ob du zu deinem wahren Ich werden kannst, es liegt an dir.“ Mayuko schreit daraufhin unter Qualen auf und lässt ihren Mantel fallen, um sich zu entblößen. Als er ihr die Augenbinde abnimmt, zeigt sich, dass sie sich in der BDSM-Bar befindet, deren Gäste die Szene inszeniert haben. Mayuko wird klar, dass sie den Test bestanden hat und von Meguro als Sklavin angenommen wird. Zufällig ist in der Bar eine stark alkoholisierte ehemalige Sklavin anwesend, die eifersüchtig auf Meguro losgeht. Er flieht aus der Bar, trifft jedoch auf eine weitere ehemalige Sklavin. Schließlich ergreift die Betrunkene ihn und beißt ihm die Schulter blutig. Er erwacht im Keller der Bar, wo sich Mayuko um ihn kümmert. Seiner Frau sagt er nichts von dem Vorfall.
Meguro bringt Mayuko zu ihrem Ex-Freund und bietet diesem an, Sex mit seiner Sklavin zu haben – vor seinen Augen; danach könne er sie – sofern Mayuko dies will – „wiederhaben“. Ihr Exfreund kommt dem nach. Plötzlich unterbricht Meguro das Spiel und wirft Mayukos Exfreund aus der Wohnung. Dann eröffnet er Mayuko, dass er ausprobieren wollte, wie es sich anfühlt, wenn ein Ehepartner seine Ehefrau beim Sex mit einem anderen Mann sieht. Meguro spielt damit auf die Ereignisse aus Be My Slave 2 an. Mayuko wird klar, dass er in ihr die ganze Zeit seine Ehefrau Nozomi gesehen hat. Meguro löst die Beziehung auf. Er ist zerfressen von Schuldgefühlen und lässt sich von einer Domina auspeitschen, um zu erfahren, was er seinen Sklavinnen-Gespielinnen eigentlich angetan hat. Bald darauf bringt seine Ehefrau das gemeinsame Kind zur Welt.
Mayuko dankt ihm für die gemeinsame Zeit und dass er sie zur Sklavin ausgebildet hat, da sie so über sich hinaus gewachsen sei. Eines Tages fährt Meguro im Taxi an ihr vorbei. Mayuko selbst ist als Sklavin mit Halsband und Kette an der Hand eines neuen Meisters.

## Hintergrund
Die Hauptrolle der Mayuko spielte die 23-jährige Sugiyama Mio, die damit ihr Filmdebüt gab.
Das Buch Sei mein Meister, das Mayuko im Buchladen entdeckt, ist der reale zweite Teil der Be-My-Slave-Romanreihe und die Vorlage des Vorgängerfilms Be My Slave 2.
Die deutsche Fassung wurde von der Busch Media Group veröffentlicht.